# Papillaria acinacifolia
Papillaria acinacifolia är en bladmossart som beskrevs av Bescherelle in Renauld 1888. Papillaria acinacifolia ingår i släktet Papillaria och familjen Meteoriaceae. Inga underarter finns listade i Catalogue of Life.